# ساعت فراموشی
ساعت فراموشی پنجمین آلبوم از خوانندهٔ راک ایرانی، رضا یزدانی، است که در آبان ماه سال ۱۳۹۰ توسط کمپانی هنر نمای پارسیان منتشر شد.
همانند آلبوم‌های پبشین این خواننده، کار آهنگسازی بر عهده ی خود رضا یزدانی بوده و تنظیم عمدهٔ قطعات بر عهدهٔ  «بهروز پایگان» و «میلاد عدل خواست» بوده است. قطعات این آلبوم همانند آثار قبل این خواننده شامل قطعات نوستالژیک، اجتماعی و اعتراضی، و همچنین قطعات احساسی  می باشد و تنها تغییر در روند آلبوم اضافه شدن یک قطعه فلامنکو است که در آن از نوازنده ی میهمان نیز استفاده شده است.
کار ضبط و میکس و مسترینگ این آلبوم بر عهده ی رهبر گروه «بهروز پایگان» بوده است.

## فهرست ترانه‌ها
مدت آهنگ‌ها از بییپ تونز بدست آمده‌است.
موسیقی همهٔ ترانه‌ها توسط رضا یزدانی ساخته شده‌است.
| شماره      | نام                           | سراینده                     | مدت   |
| ---------- | ----------------------------- | --------------------------- | ----- |
| ۱.         | «تیمارستان»                   | مهدی ایوبی                  | ۵:۲۹  |
| ۲.         | «بانوی من»                    | داوود مردانی                | ۴:۰۲  |
| ۳.         | «حرف‌های شخصی»                 | اندیشه فولادوند             | ۵:۲۷  |
| ۴.         | «کافه بهشت»                   | حسن علیشیری                 | ۵:۳۲  |
| ۵.         | «کارتن خواب»                  | مهدی ایوبی                  | ۵:۵۳  |
| ۶.         | «بدون تو هیچم»                | امیر جمشیدی                 | ۵:۰۰  |
| ۷.         | «کافه رویا»                   | علی کمارجی                  | ۵:۳۹  |
| ۸.         | «وقتی تو رفتی»                | رضا یزدانی                  | ۴:۲۹  |
| ۹.         | «سینما»                       | حسن علیشیری                 | ۵:۲۲  |
| ۱۰.        | «آدم یه جاهایی رو مجبوره»     | مهدی ایوبی                  | ۴:۳۲  |
| ۱۱.        | «فقط یه کمی چای واسه من بریز» | سروش دادخواه، میثم یوسفی    | ۷:۲۶  |
| ۱۲.        | «چمدون»                       | علیرضا باران، پویان بوترابی | ۷:۴۶  |
| ۱۳.        | «ببار برایم»                  | گلبرگ شعبانی                | ۶:۳۲  |
| ۱۴.        | «چرا یادم نمیاد؟»             | حسن علیشیری                 | ۴:۵۶  |
| مجموع مدت: | مجموع مدت:                    | مجموع مدت:                  | ۷۸:۰۵ |

## دست‌اندرکاران
- رضا یزدانی – خواننده، گیتار آکوستیک
- بهروز پایگان – صفحه‌کلید (موسیقی)، پیانو، ساز‌های الکترونیک، همخوان (نیازمند نام قطعات)
- مازیار احمدپور – گیتار الکتریک
- میلاد عدل – گیتار الکتریک، گیتار آکوستیک
- آرش زمانیان – گیتار بیس
- پیام زمانی – درام
- کاویان رجبی – گیتار فلامنکو در قطعه «ببار برایم»